# Tabanocella concinna
Tabanocella concinna är en tvåvingeart som först beskrevs av Austen 1910.  Tabanocella concinna ingår i släktet Tabanocella och familjen bromsar. Inga underarter finns listade i Catalogue of Life.